# The Witcher: Blood Origin
The Witcher: Blood Origin ist eine von der Geralt-Saga inspirierte Fantasy-Miniserie, die am 25. Dezember 2022 auf Netflix veröffentlicht wurde. Sie stellt ein Prequel zu der Fernsehserie The Witcher dar.

## Handlung
1200 Jahre vor den Ereignissen der Hauptserie behandelt The Witcher: Blood Origin, neben der Erschaffung des ersten Hexers, die Ereignisse, die zur Konjunktion der Sphären führten, sowie die Elfenzivilisation vor ihrem Untergang.

## Besetzung und Synchronisation
Die deutschsprachige Synchronisation entstand bei Iyuno Germany nach der Übersetzung von Jan Brinker und Dialogbüchern von Arian Raschidi und unter der Dialogregie von Frank Muth. Die Liedertexte schrieb Betty Förster, die Musikregie übernahm Rafael Albert.

### Hauptbesetzung
| Rolle               | Schauspieler       | Deutsche Synchronstimme                   |
| ------------------- | ------------------ | ----------------------------------------- |
| Éile                | Sophia Brown       | Flavia Vinzens Catherine Chikosi (Gesang) |
| Fjall               | Laurence O’Fuarain | Tommy Morgenstern                         |
| Merwyn              | Mirren Mack        | Eva Thärichen                             |
| Balor               | Lenny Henry        | Samuel Zekarias                           |
| Eredin              | Jacob Collins-Levy | Jeremias Koschorz                         |
| Rittersporn         | Joey Batey         | Dirk Stollberg                            |
| Syndril             | Zach Wyatt         | Asad Schwarz                              |
| Zacaré              | Lizzie Annis       | Jenny Löffler                             |
| Callan "Bruder Tod" | Huw Novelli        | Fritz Rott                                |
| Meldof              | Francesca Mills    | Daniela Molina                            |
| Fenrik              | Amy Murray         | [stumm]                                   |
| Uthrok "Ein-Ei"     | Dylan Moran        | Stefan Krause                             |
| Seanchaí            | Minnie Driver      | Irina von Bentheim                        |
| Scían               | Michelle Yeoh      | Arianne Borbach                           |

## Episodenliste
| Nr. | Deutscher Titel                               | Originaltitel                            | Erstveröffentlichung USA | Deutschsprachige Erstveröffentlichung (D/A/CH) | Regie                         | Drehbuch                          |
| --- | --------------------------------------------- | ---------------------------------------- | ------------------------ | ---------------------------------------------- | ----------------------------- | --------------------------------- |
| 1   | Von Balladen, Betrug und blutigen Blättern    | Of Ballads and Bloody Blades             | 25. Dez. 2022            | 25. Dez. 2022                                  | Sarah O’Gorman & Vicky Jewson | Declan de Barra                   |
| 2   | Von Träumen, Trotz und trostlosen Taten       | Of Dreams, Defiance, and Desperate Deeds | 25. Dez. 2022            | 25. Dez. 2022                                  | Vicky Jewson                  | Alex Meenehan & Aaron Stewart-Ahn |
| 3   | Von Waffen, Wahrheiten und wundersamen Welten | Of Warriors, Wakes, and Wondrous Worlds  | 25. Dez. 2022            | 25. Dez. 2022                                  | Vicky Jewson & Sarah O’Gorman | Tania Lotia & Kiersten Van Horne  |
| 4   | Von Magie, Macht und monströsen Missständen   | Of Mages, Malice, and Monstrous Mayhem   | 25. Dez. 2022            | 25. Dez. 2022                                  | Sarah O’Gorman                | Declan de Barra & Tasha Huo       |

## Produktion
Im Juli 2020 wurde bekanntgegeben, dass ein damals noch sechsteiliges Prequel zur Netflix-Serie The Witcher in Planung ist und dass Declan de Barra dafür als Showrunner eingestellt wurde. Die Dreharbeiten begannen im August desselben Jahres im Vereinigten Königreich. Drei Monate später, im November, begann die Postproduktion. Ein erster Trailer zu The Witcher: Blood Origin erschien mit der Veröffentlichung der zweiten Staffel von der Netflix-Serie The Witcher.